# روی امرسون
 روی امرسون (انگلیسی: Roy Emerson؛ زاده ۳ نوامبر ۱۹۳۶) یک تنیس‌باز اهل استرالیا است.